# Charles Godefroy de La Tour d'Auvergne
Charles Godefroy de La Tour d'Auvergne (Parigi, 16 luglio 1706 – Château de Montalet, 24 ottobre 1771) è stato un nobile francese membro del potente Casato di La Tour d'Auvergne.

## Biografia

### Infanzia
I suoi genitori, Emmanuel Théodose de La Tour d'Auvergne (1668–1730) e Marie Armande Victoire de La Trémoille (1677–1717) si erano sposati nel 1696 e Charles Godefroy era il più giovane dei sette figli nati dalla coppia.
Sua madre morì nel 1717 e in seguito suo padre si sposò nuovamente. In totale Charles Godefroy avrebbe tre fratellastri dagli altri tre matrimoni di suo padre. In quanto figlio minore, non ci si aspettava che egli succedesse al Ducato di Bouillon che era nelle mani della sua famiglia dal 1594.
I suoi fratelli furono Armande (1697–1717), Principessa d'Epinoy (moglie di Luigi II di Melun, duca di Joyeuse) l'altra sorella, Marie Hortense Victoire (1704–1741) sposò Charles Armand René de La Trémoille. La sua sorellastra Anne Marie Louise sposò Charles de Rohan, famoso generale ed amico di Luigi XV. L'altra sorellastra, Marie Sophie Charlotte (1729–1763) sposò il Principe di Craon.

### Ascesa
I suoi fratelli maggiori, Godefroy Maurice (1702–1705) e Frédéric Maurice (1702–1723) morirono prima del loro padre. Suo padre, infine, morì nell'aprile del 1730 e Charles Godefroy diventò allora il Duca di Bouillon, un piccolo principato nell'attuale Belgio.

### Matrimonio
Sposò la vedova di suo fratello, Maria Carolina Sobieski, nipote di Giovanni III di Polonia, nel 1723. Maria Carolina era la sorella maggiore di Maria Clementina Sobieska, moglie di Giacomo Francesco Edoardo Stuart. Ebbero due figli, un maschio ed una femmina. La loro unica figlia, Marie Louise Henriette Jeanne de La Tour d'Auvergne, fu una famosa avventuriera, ghigliottinata nel 1793.
Dal 1728 al 1747 fu Gran ciambellano di Francia.
Cominciò una relazione con la sua matrigna, la particolarmente attraente Luisa Enrichetta Francesca di Lorena intorno al 1744. Era più anziano di lei di un anno.

## Discendenza
Charles Godefroy e Maria Carolina Sobieska ebbero:
- Marie Louise Henriette Jeanne de La Tour d'Auvergne (15 agosto 1725–1793) sposò il Principe di Guéméné ed ebbe figli; fu ghigliottinata durante la rivoluzione; ebbe un figlio segreto da suo cugino Carlo Edoardo Stuart;
- Godefroy Charles Henri de La Tour d'Auvergne (26 gennaio 1728–3 dicembre 1792) sposò Louise Henriette Gabrielle de Lorraine ed ebbe figli, era la nipote di Carlo di Lorena, conte di Marsan.

## Ascendenza
|                                              |                                   |                                  | Genitori                                  |  |  | Nonni |  |  | Bisnonni                                  |  |  | Trisnonni                       |  |
|                                              |                                   |                                  |                                           |  |  |       |  |  | 8. Frédéric Maurice de La Tour d'Auvergne |  |  | 16. Henri de La Tour d'Auvergne |  |
|                                              |                                   |                                  |                                           |  |  |       |  |  | 8. Frédéric Maurice de La Tour d'Auvergne |  |  | 16. Henri de La Tour d'Auvergne |  |
|                                              |                                   | 17. Elisabeth van Oranje-Nassau  |                                           |  |  |       |  |  | 8. Frédéric Maurice de La Tour d'Auvergne |  |  |                                 |  |
| 4. Godefroy Maurice de La Tour d'Auvergne    |                                   |                                  |                                           |  |  |       |  |  | 8. Frédéric Maurice de La Tour d'Auvergne |  |  |                                 |  |
|                                              |                                   | 9. Éléonore van den Bergh        | 18. Frederik van den Bergh                |  |  |       |  |  |                                           |  |  |                                 |  |
|                                              |                                   | 9. Éléonore van den Bergh        | 18. Frederik van den Bergh                |  |  |       |  |  |                                           |  |  |                                 |  |
|                                              |                                   | 9. Éléonore van den Bergh        | 19. Françoise de Ravenel                  |  |  |       |  |  |                                           |  |  |                                 |  |
| 2. Emmanuel Théodose de La Tour d'Auvergne   |                                   | 9. Éléonore van den Bergh        |                                           |  |  |       |  |  |                                           |  |  |                                 |  |
|                                              |                                   | 10. Michele Lorenzo Mancini      | 20. Paolo Lucio Mancini                   |  |  |       |  |  |                                           |  |  |                                 |  |
|                                              |                                   | 10. Michele Lorenzo Mancini      | 20. Paolo Lucio Mancini                   |  |  |       |  |  |                                           |  |  |                                 |  |
|                                              |                                   | 10. Michele Lorenzo Mancini      | 21. Vittoria Capocci                      |  |  |       |  |  |                                           |  |  |                                 |  |
| 5. Maria Anna Mancini                        |                                   | 10. Michele Lorenzo Mancini      |                                           |  |  |       |  |  |                                           |  |  |                                 |  |
|                                              |                                   | 11. Girolama Mazzarini           | 22. Pietro Mazzarino                      |  |  |       |  |  |                                           |  |  |                                 |  |
|                                              |                                   | 11. Girolama Mazzarini           | 22. Pietro Mazzarino                      |  |  |       |  |  |                                           |  |  |                                 |  |
|                                              |                                   | 11. Girolama Mazzarini           | 23. Ortensia Bufalini                     |  |  |       |  |  |                                           |  |  |                                 |  |
| 1. Charles Godefroy de La Tour d'Auvergne    |                                   | 11. Girolama Mazzarini           |                                           |  |  |       |  |  |                                           |  |  |                                 |  |
|                                              | 12. Henri Charles de La Trémoille | 24. Henri de La Trémoille        |                                           |  |  |       |  |  |                                           |  |  |                                 |  |
|                                              | 12. Henri Charles de La Trémoille | 24. Henri de La Trémoille        |                                           |  |  |       |  |  |                                           |  |  |                                 |  |
|                                              | 12. Henri Charles de La Trémoille | 25. Marie de La Tour d'Auvergne  |                                           |  |  |       |  |  |                                           |  |  |                                 |  |
| 6. Charles Belgique Hollande de La Trémoille | 12. Henri Charles de La Trémoille |                                  |                                           |  |  |       |  |  |                                           |  |  |                                 |  |
|                                              |                                   | 13. Emilie von Hessen-Kassel     | 26. Wilhelm V von Hessen-Kassel           |  |  |       |  |  |                                           |  |  |                                 |  |
|                                              |                                   | 13. Emilie von Hessen-Kassel     | 26. Wilhelm V von Hessen-Kassel           |  |  |       |  |  |                                           |  |  |                                 |  |
|                                              |                                   | 13. Emilie von Hessen-Kassel     | 27. Amalie Elisabeth von Hanau-Münzenberg |  |  |       |  |  |                                           |  |  |                                 |  |
| 3. Marie Armande de La Trémoille             |                                   | 13. Emilie von Hessen-Kassel     |                                           |  |  |       |  |  |                                           |  |  |                                 |  |
|                                              |                                   | 14. Charles III de Créquy        | 28. Charles II de Créquy                  |  |  |       |  |  |                                           |  |  |                                 |  |
|                                              |                                   | 14. Charles III de Créquy        | 28. Charles II de Créquy                  |  |  |       |  |  |                                           |  |  |                                 |  |
|                                              |                                   | 14. Charles III de Créquy        | 29. Anne de Grimoard de Beauvoir          |  |  |       |  |  |                                           |  |  |                                 |  |
| 7. Madeleine Marguerite de Créquy            |                                   | 14. Charles III de Créquy        |                                           |  |  |       |  |  |                                           |  |  |                                 |  |
|                                              |                                   | 15. Anne-Armande de Saint-Gelais | 30. Gilles de Saint-Gelais                |  |  |       |  |  |                                           |  |  |                                 |  |
|                                              |                                   | 15. Anne-Armande de Saint-Gelais | 30. Gilles de Saint-Gelais                |  |  |       |  |  |                                           |  |  |                                 |  |
|                                              |                                   | 15. Anne-Armande de Saint-Gelais | 31. Marie de La Vallée-Fossez             |  |  |       |  |  |                                           |  |  |                                 |  |
|                                              |                                   | 15. Anne-Armande de Saint-Gelais |                                           |  |  |       |  |  |                                           |  |  |                                 |  |